# Parasicyos dieterleae
Parasicyos dieterleae là một loài thực vật có hoa trong họ Cucurbitaceae. Loài này được Lira & R. Torres mô tả khoa học đầu tiên năm 1991.